# Apofis I
Apofis I, o Apepi fue el quinto faraón hicso de la dinastía XV de Egipto, según Flavio Josefo, gobernando desde c. 1583 a 1522 a. C.
Según Manetón, citado en el texto de Flavio Josefo, Apofis gobernó 61 años; Julio Africano comentó que Afofis reinó 61 años. 
A pesar de su origen hicso, y de guerrear con los príncipes de Tebas, se opina que este gobernante tenía ya, en gran medida, costumbres egipcias, era educado y pacífico. Los primeros años de su reinado parecen ser pacíficos con las vecinas tierras del Alto Egipto; fue sólo bajo Seqenenra cuando empiezan las violentas luchas, proseguidas después por Kamose. 
Muchos creen que probablemente él fuera el faraón que nombró a José hijo de Jacob como Gran Visir o gobernador de Egipto en la capital hicsa de Avaris, aunque no se ha encontrado ninguna evidencia histórica que respalde este suceso.

## Testimonios de su época
Es mencionado en: 
- El papiro Rhind
- El papiro Saillier I
- En los registros de los sacerdotes de Menfis
- En numerosos bajorrelieves de edificios
- Se conoce el nombre de dos hermanas y la hija del rey: Tani, Tsharidyet y Harta.
- El único vaso canopo que se conoce de este rey fue hallado en España, en el pueblo granadino de Almuñécar. Este vaso canopo puede verse expuesto en el Museo Cueva Siete Palacios, museo arqueológico municipal de la misma localidad.

En esta época se elaboraron miles de escarabeos, similares al de la imagen, utilizados como amuletos asociados a Jepri, inscritos con los nombres de dioses, gobernantes, sacerdotes y otros destacados personajes. 
Ryholt identifica a Apepi con: Aauserra, Aaqenenra y Nebjepeshra, nombres hallados en los escarabeos hicsos.

## Titulatura
- La opinión predominante es que su titulatura real había cambiado durante el largo tiempo del reinado del faraón Apepi.

Primera época
| Titulatura | Jeroglífico | Transliteración (transcripción) - traducción - (referencias) |

| N5 | nb · F23 |

| N5 | nb · F23 |

| N5 | nb · F23 |

| N5 | nb · F23 |

| N5 | nb · F23 |

| N5 | nb · F23 |

| N5 | nb · F23 |

| N5 | nb · F23 |

| N5 | nb · F23 |

| N5 | nb · F23 |

| N5 | nb · F23 |

| N5 | nb · F23 |

| N5 | nb · F23 |

| N5 | nb · F23 |

| N5 | nb · F23 |

| N5 | nb · F23 |

Segunda época
| Titulatura | Jeroglífico | Transliteración (transcripción) - traducción - (referencias) |

| G5 |

| G5 |

| S29 | R4 · t · p | N17 · N17 |

| S29 | R4 · t · p | N17 · N17 |

| S29 | R4 · t · p | N17 · N17 |

| S29 | R4 · t · p | N17 · N17 |

| G5 |

| G5 |

| S29 | R4 · t · p | N17 · N17 |

| S29 | R4 · t · p | N17 · N17 |

| S29 | R4 · t · p | N17 · N17 |

| S29 | R4 · t · p | N17 · N17 |

| N5 | O29 · D36 | X7 · n · n |

| N5 | O29 · D36 | X7 · n · n |

| N5 | O29 · D36 | X7 · n · n |

| N5 | O29 · D36 | X7 · n · n |

| N5 | O29 · D36 | X7 · n · n |

| N5 | O29 · D36 | X7 · n · n |

| N5 | O29 · D36 | X7 · n · n |

| N5 | O29 · D36 | X7 · n · n |

| N5 | O29 · D36 | X7 · n · n |

| N5 | O29 · D36 | X7 · n · n |

| N5 | O29 · D36 | X7 · n · n |

| N5 | O29 · D36 | X7 · n · n |

| N5 | O29 · D36 | X7 · n · n |

| N5 | O29 · D36 | X7 · n · n |

| N5 | O29 · D36 | X7 · n · n |

| N5 | O29 · D36 | X7 · n · n |

| i | A2 | p · p | i |

| i | A2 | p · p | i |

| i | A2 | p · p | i |

| i | A2 | p · p | i |

| i | A2 | p · p | i |

| i | A2 | p · p | i |

| i | A2 | p · p | i |

| i | A2 | p · p | i |

| i | A2 | p · p | i |

| i | A2 | p · p | i |

| i | A2 | p · p | i |

| i | A2 | p · p | i |

| i | A2 | p · p | i |

| i | A2 | p · p | i |

| i | A2 | p · p | i |

| i | A2 | p · p | i |

Tercera época
| Titulatura | Jeroglífico | Transliteración (transcripción) - traducción - (referencias) |

| G5 |

| G5 |

| S38 | X7 · Y1 · n | O6 | t · D56 | t · N25 | N5 · O29 · D36 | wsr | s |

| S38 | X7 · Y1 · n | O6 | t · D56 | t · N25 | N5 · O29 · D36 | wsr | s |

| S38 | X7 · Y1 · n | O6 | t · D56 | t · N25 | N5 · O29 · D36 | wsr | s |

| S38 | X7 · Y1 · n | O6 | t · D56 | t · N25 | N5 · O29 · D36 | wsr | s |

| G5 |

| G5 |

| S38 | X7 · Y1 · n | O6 | t · D56 | t · N25 | N5 · O29 · D36 | wsr | s |

| S38 | X7 · Y1 · n | O6 | t · D56 | t · N25 | N5 · O29 · D36 | wsr | s |

| S38 | X7 · Y1 · n | O6 | t · D56 | t · N25 | N5 · O29 · D36 | wsr | s |

| S38 | X7 · Y1 · n | O6 | t · D56 | t · N25 | N5 · O29 · D36 | wsr | s |

| N5 | O29 | F12 |

| N5 | O29 | F12 |

| N5 | O29 | F12 |

| N5 | O29 | F12 |

| N5 | O29 | F12 |

| N5 | O29 | F12 |

| N5 | O29 | F12 |

| N5 | O29 | F12 |

| N5 | O29 | F12 |

| N5 | O29 | F12 |

| N5 | O29 | F12 |

| N5 | O29 | F12 |

| N5 | O29 | F12 |

| N5 | O29 | F12 |

| N5 | O29 | F12 |

| N5 | O29 | F12 |

| i | A2 | p · p | i |

| i | A2 | p · p | i |

| i | A2 | p · p | i |

| i | A2 | p · p | i |

| i | A2 | p · p | i |

| i | A2 | p · p | i |

| i | A2 | p · p | i |

| i | A2 | p · p | i |

| i | A2 | p · p | i |

| i | A2 | p · p | i |

| i | A2 | p · p | i |

| i | A2 | p · p | i |

| i | A2 | p · p | i |

| i | A2 | p · p | i |

| i | A2 | p · p | i |

| i | A2 | p · p | i |

## Otras hipótesis
- Grimal y otros eruditos sugieren que existieron dos gobernantes diferentes con el mismo nombre: Apepi I y Apepi II.
- Según Ryholt: Apofis fue aparentemente un usurpador.